# 迈克 (作家)

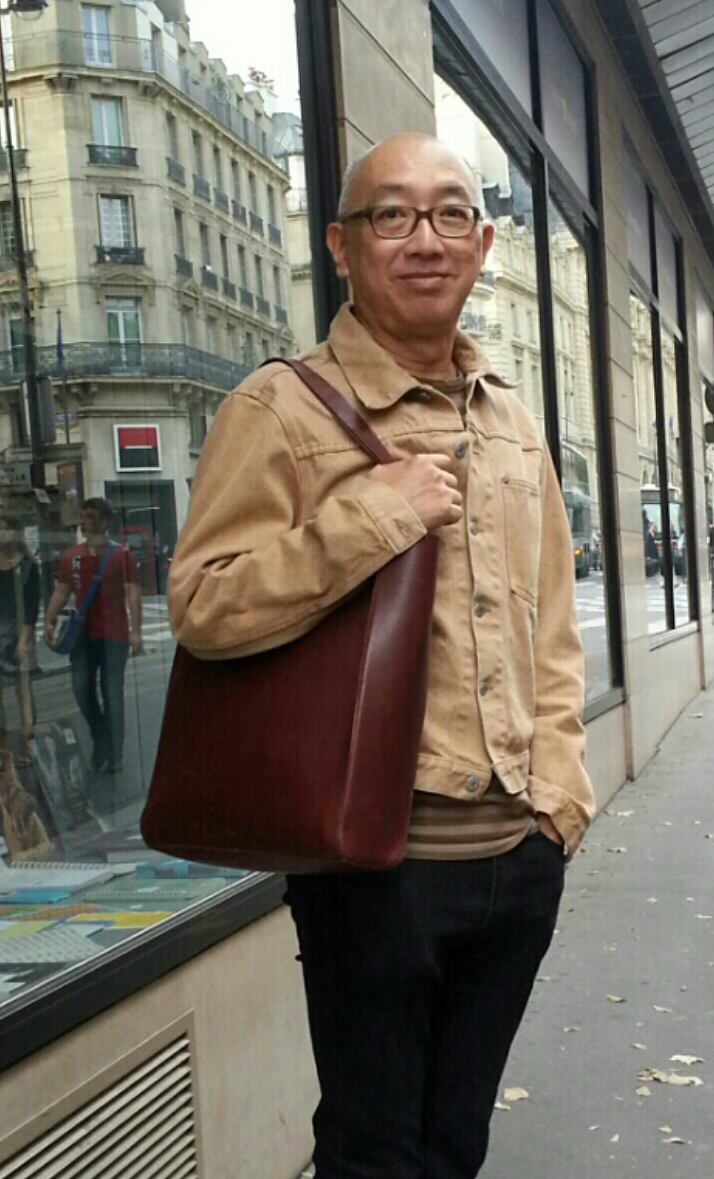
邁克（2014年）

邁克（1953年—）是一名香港文化人，長年寫作，文字涉獵電影、文學、性、人文、表演藝術，亦為各地電影作字幕翻譯，現為自由撰稿人。

## 生平
邁克本姓林，原籍新加坡，是家中長子，下有三弟一妹，70年代在位於美國加州三藩市的美術工藝學院就讀，曾旅居香港 ，現已定居巴黎。
1980年代為香港藝術團體進念二十面體舞臺劇《石頭記》中同名歌曲填詞，當時偶有參與該劇團的演出。80年代中期任四屆香港國際電影節策劃。及後為達明一派填詞，作品包括《愛煞》、《半生緣》、《情探》、《濃情厚愛》、《美麗的謊言》及《上路》等。近年亦參與其他舞台創作如為林奕華的舞臺劇《張愛玲，請留言》任文本顧問、為舞臺劇《半生緣》（林奕華作品）及音樂劇場《m園》（龔志成作品）中的歌曲填詞。
邁克文字風格機智幽默，常以廣東話及流行語入文，寫人物情卻又不失風流蘊藉。多以散文為體，作品散見於報刊，如《蘋果日報》、《明報周刊》、《信報》、《聯合早報》、《Amoeba》、《號外》等。對戲曲素有研究的邁克，也为三聯書店、牛津大學出版社及香港電影資料館編輯有關任白的書籍，包括《任劍輝讀本》、《姹紫嫣紅開遍：良辰美景仙鳳鳴》、《怎知春色如許：白雪仙珍藏相簿》。
邁克專欄中一向公開其同性戀身份，亦是第一個將同性戀者稱作同志的人，於80至90年代在《號外》和《電影雙周刊》寫影評時亦曾多次以此詞形容LGBTQ社群。邁克對同性戀文學、东西及兩岸的性文化有深入的觀察，以此為主體著有《假性經》、《男界》及《性文本》三書，屬香港少數非言情或紀錄文學類的性文本。
此外，邁克「深愛張愛玲」，不但於大大小小的文章中談及張的作品、風格、世界觀，張逝世時亦為她寫下追念的悼文《天女散花》。

## 作品

### 作者
- 《花債》，牛津大學出版社 （2020）
- 《某某到此一遊》，牛津大學出版社 (2016)
- 《一年三百六十五篇》，牛津大學出版社 (2009)
- 《坦白說，親愛的》，牛津大學出版社 (2007)
- 《同場加映》，牛津大學出版社 (2006)
- 《迷魂陣》，牛津大學出版社 (2005)
- 《互吹不如單打》，牛津大學出版社 (2003)
- 《狐狸尾巴》，牛津大學出版社 (2001)
- 《性文本》，牛津大學出版社 (2000)
- 《我看見的你是我自己》，牛津大學出版社 (1999)
- 《艷遇》，博益 (1996)
- 《書啊！書》，博益 (1996)
- 《男界》，大本營 (1994)
- 《採花賊的地圖》，風中細路 (1993)
- 《影印本》，大本營 (1993)
- 《假性經》，大本營 (1993)

### 編者
- 《任劍輝讀本》 (2004)

邁克 編 / 香港電影資料館
- 《姹紫嫣紅開遍 : 良辰美景仙鳳鳴》 (2004)

白雪仙（口述） / 邁克 編 / 三聯書店(香港)有限公司
- 《怎知春色如許 : 白雪仙珍藏相簿》 (2004)

邁克 編 / Oxford University Press (China) Ltd

### 撰稿人
- Kieslowski 奇斯洛夫斯基 (2006)

舒琪 x 邁克 x 畢明 x 湯禎兆 x 也斯 x 家明 x 黃淑嫻 x 李照興 x 羅展鳳 x 麥聖希 / 百老匯電影中心

### 電影字幕翻譯作品
- 《墮下的對證》 (Anatomy of A Fall)  2024
- 《親陌》 (Close) 2023
- 《誰和誰共母》 （Parallel Mothers) 2022
- 《情迷電影節》（Rifkin’s Festival）2021
- 《人聲》（The Human Voice）2021
- 《擁抱美好時光》（La Belle Époque）2020
- 《萬千痛愛在一身》（Pain and Glory）2019
- 《狂迷驚魂》（Based On A True Story）2018
- 《胡莉糊濤》（Julieta）2016
- 《初戀無限Jam》（Sing Street)  2016
- 《情迷失控點》 （Irrational Man） 2015
- 《閃亮的歌聲》 （La Famille Belier） 2015
- 《留給最愛的情歌》 （The Last 5 Years） 2015
- 《時裝巨人的狂情歲月》 （Saint Laurent） 2014
- 《知音夢裡行》（Inside Llewyn Davis）2014
- 《情迷藍茉莉》（Blue Jasmine）2013
- 《High 爆雲霄》（I'm so excited！）2013
- 《離奇偽術家》（Gambit）2013
- 《我的華麗皮囊》（The Skin I Live In）2012
- 《色辱》（Shame）2012
- 《温莎伉儷》（W.E.）2012
- 《情迷羅馬》（To Rome With Love）2012
- 《情迷午夜巴黎》（Midnight in Paris）2011
- 《情約一天》（One Day）2011
- 《一夜誘情》（Last night）2011
- 《迷失某地》（Somewhere）2011
- 《緣滿情人節》（Valentine's Day）2010
- 《遇上陌生情人》（You Will Meet A Tall Dark Stranger）2010
- 《密探睥死羊》（The Men Who Stare At Goats）2010
- 《反斗小尼哥》（Le Petit Nicolas）2010
- 《基志雙雄》（I Love You Philip Morris）2010
- 《孕茫茫》（Le Refuge）2010
- 《閃亮的星星》（Bright Star）2010
- 《華麗后台》（Nine）2010
- 《少女香奈兒》（Coco Before Chanel）2009
- 《夏菲米克的時代》（Milk）2009
- 《情婦的情夫》（Broken Embraces）2009
- 《清潔小小姐》（Sunshine Cleaning）2009
- 《單身男人》（A Single Man）2009
- 《總之得就得》（Whatever Works）2009
- 《華麗安琪兒》（Angel）2008
- 《故園風雨後》（Brideshead Revisited） 2008
- 《藍莓之夜》（My Blueberry Nights）2008
- 《色慾都市》（Sex And The City）2008
- 《電光滾石》（Shine A Light）2008
- 《珍奧斯汀少女曰記》（Becoming Jane）2007
- 《奇異恩典》（Amazing Grace）2007
- 《粉紅色的一生》（La Vie En Rose）2007
- 《香水》（Perfume）2007
- 《愛情回水》（Cashback）2007
- 《你，我，他她他》（Me and You and Everyone We Know）2006
- 《浮花》（Volver）2006
- 《花之武者》（HANA）2006
- 《花樣奇緣》（Memories of Matsuko）2006
- 《迷失決勝分》（Match Point）2006
- 《最後的時光》（Time to Leave）2005
- 《斷背山》（Brokeback Mountain）2005
- 《孤雛淚》（Oliver Twist）2005
- 《外出》（April Snow）2005
- 《聖 · 教 · 慾》（Bad Education）2004
- 《浮生若舞》（The Company）2004
- 《愛情賞味期》（Cinq fois deux) 2004
- 《人間狗鎮》（Dogville）2003
- 《瘋狂約會美麗都》（Belleview Rendez-vous）2003
- 《戲夢巴黎》（The Dreamers）2003
- 《8美千嬌》（8 Femmes）2002
- 《高斯福大宅謀殺案》（Gosfork Park）2001
- 《不速之嚇》 （The Others）2001
- 《小孤星》 （Ponette） 1996
- 《假鳯虛凰》 （The Birdcage）  1996
- 《霓虹寶典》 （The Neon Bible） 1996
- 《夏天的故事》（Conte d'Ete）1996
- 《深深的腥紅》（Deep Crimson）1996
- 《羅密歐與茱麗葉之後現代激情篇》（William Shakespeare's Romeo + Juliet From the visionary director of Moulin Rouge）1996
- 《安東尼雅家系》（Antonia's Line）1995
- 《人約巴黎》（Les Rendez-vous de Paris）1995
- 《冷酷祭典》（La Cérémonie）1995
- 《雲上的曰子》（Beyond the clouds）1995
- 《野蘆葦》（Les Roseaux Sauvages）1994
- 《藍白紅三部曲之【白】》（Three Colours "White"）1994
- 《藍白紅三部曲之【紅】》（Three Colours "Red"）1994
- 《藍白紅三部曲之【藍】》（Three Colours "Blue"）1993
- 《鋼琴别戀》（The Piano）1993
- 《兩生花》（The Double Life of Veronique）1991
- 《十誡》：其中1，6，9三集  （The Decalogue）1989

## 另見
- 進念二十面體
- 三聯書店 (香港)